# Nemuno upės pakrantės ir salos tarp Kulautuvos ir Smalininkų
Nemuno upės pakrantės ir salos tarp Kulautuvos ir Smalininkų este o arie protejată (arie de protecție specială avifaunistică — SPA) din Lituania întinsă pe o suprafață de 3.532 ha, integral pe uscat.

## Localizare
Centrul sitului Nemuno upės pakrantės ir salos tarp Kulautuvos ir Smalininkų este situat la coordonatele 55°01′07″N 23°35′16″E / 55.0186°N 23.5878°E.

## Înființare
Situl Nemuno upės pakrantės ir salos tarp Kulautuvos ir Smalininkų a fost declarat arie de protecție specială avifaunistică în aprilie 2005 pentru a proteja 3 specii de animale.

## Biodiversitate
Situată în ecoregiunea boreală, aria protejată nu include niciun habitat protejat.
La baza desemnării sitului se află mai multe specii protejate de  păsări (3): pescăruș albastru (Alcedo atthis), chiră mică (Sterna albifrons), chiră de baltă (Sterna hirundo).